# Schronisko przy Jaskini Dzikiej
Schronisko przy Jaskini Dzikiej – jaskinia typu schronisko na lewym zboczu górnej części Doliny Kluczwody w miejscowości Wierzchowie w województwie małopolskim, w powiecie krakowskim, w gminie Wielka Wieś. Pod względem geograficznym znajduje się na Wyżynie Olkuskiej będącej częścią Wyżyny Krakowsko-Częstochowskiej.

## Opis jaskini
Schronisko znajduje się w Dzikich Turniach pomiędzy Jaskinią Wierzchowską Górną a Jaskinią Mamutową. Otwór znajduje się po lewej stronie Jaskini Dzikiej, w niewielkiej od niej odległości, kilkaset metrów powyżej asfaltowej drogi. Otwór Jaskini Dzikiej jest z tej drogi widoczny.
Schronisko ma postać skalnej nyży, od której w głąb skały wychodzi ciasny korytarzyk. Powstało w późnojurajskich wapieniach skalistych na pionowej szczelinie, która później została rozmyta przez wodę, Na jego ścianach brak nacieków, ale występują czarne naloty. Namulisko jaskiniowe przy otworze jest skalisto-piaszczyste, w głębi kamieniste. Zimą schronisko wymarza. Przy otworze i początkowej części korytarza jest jasno i na jego ścianach rozwijają się glony, w głębi jest ciemno. Zwierząt nie zaobserwowano.

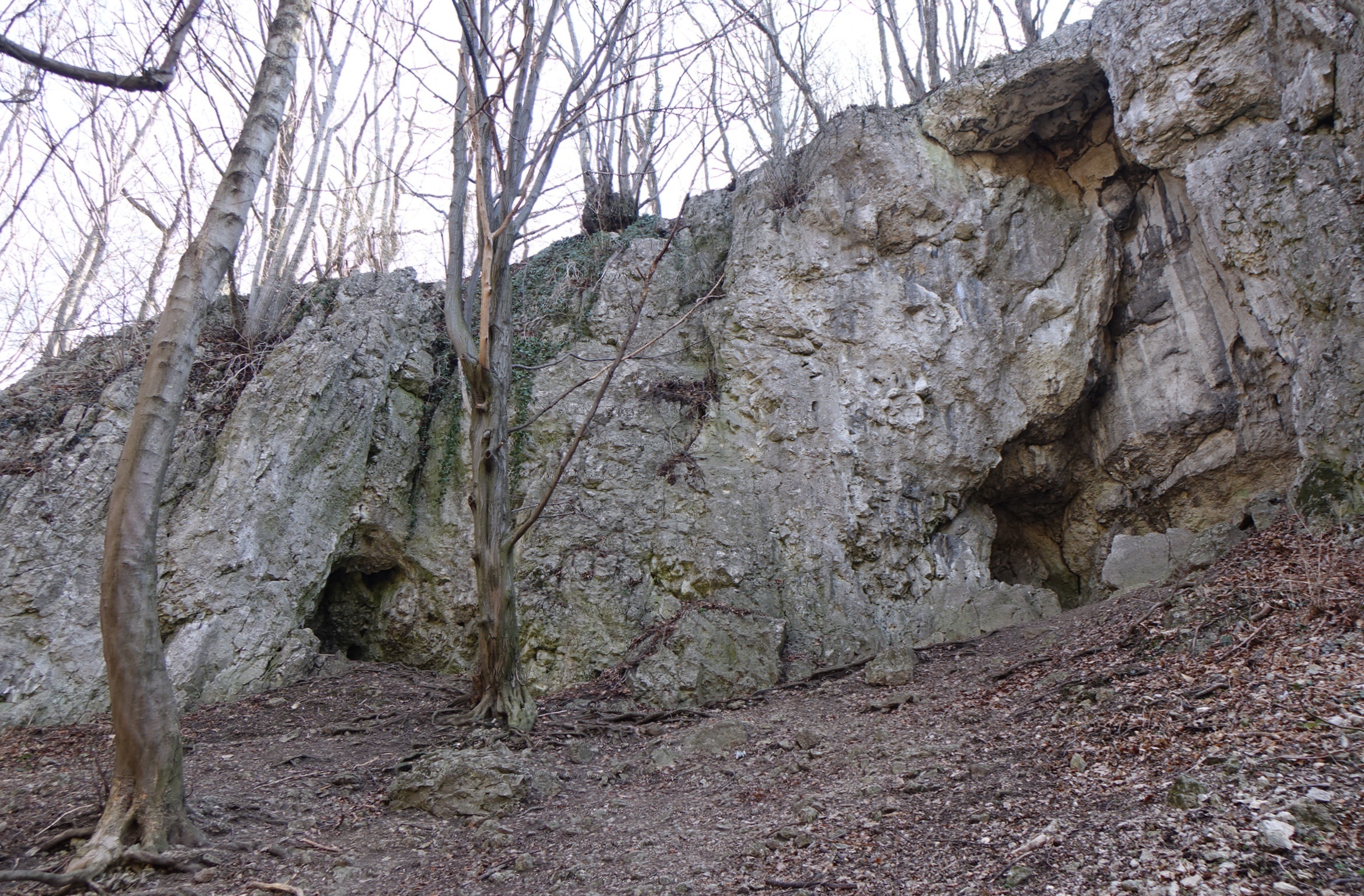
Otwory Schroniska przy Jaskini Dzikiej i Jaskini Dzikiej
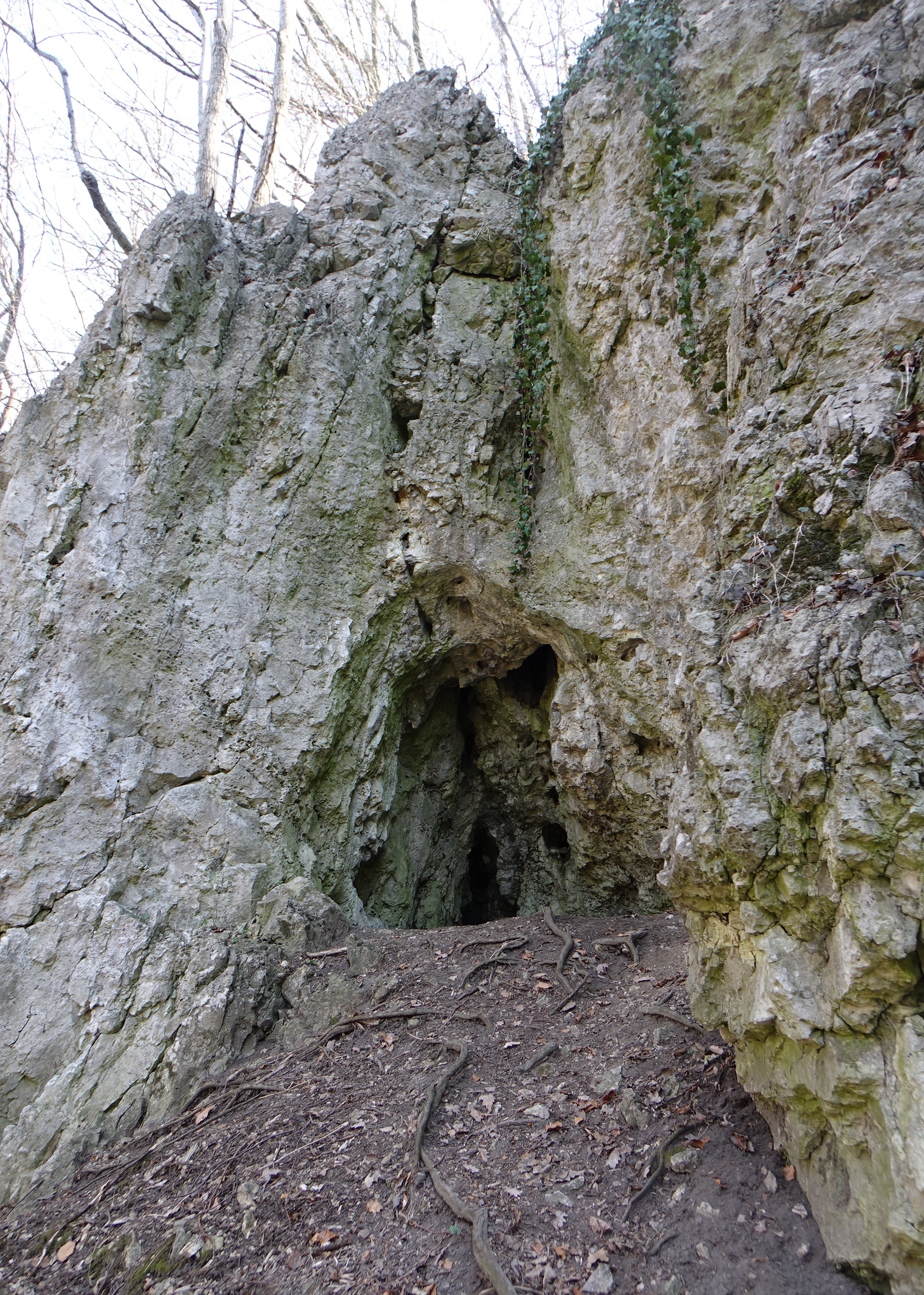
Skały z otworem schroniska
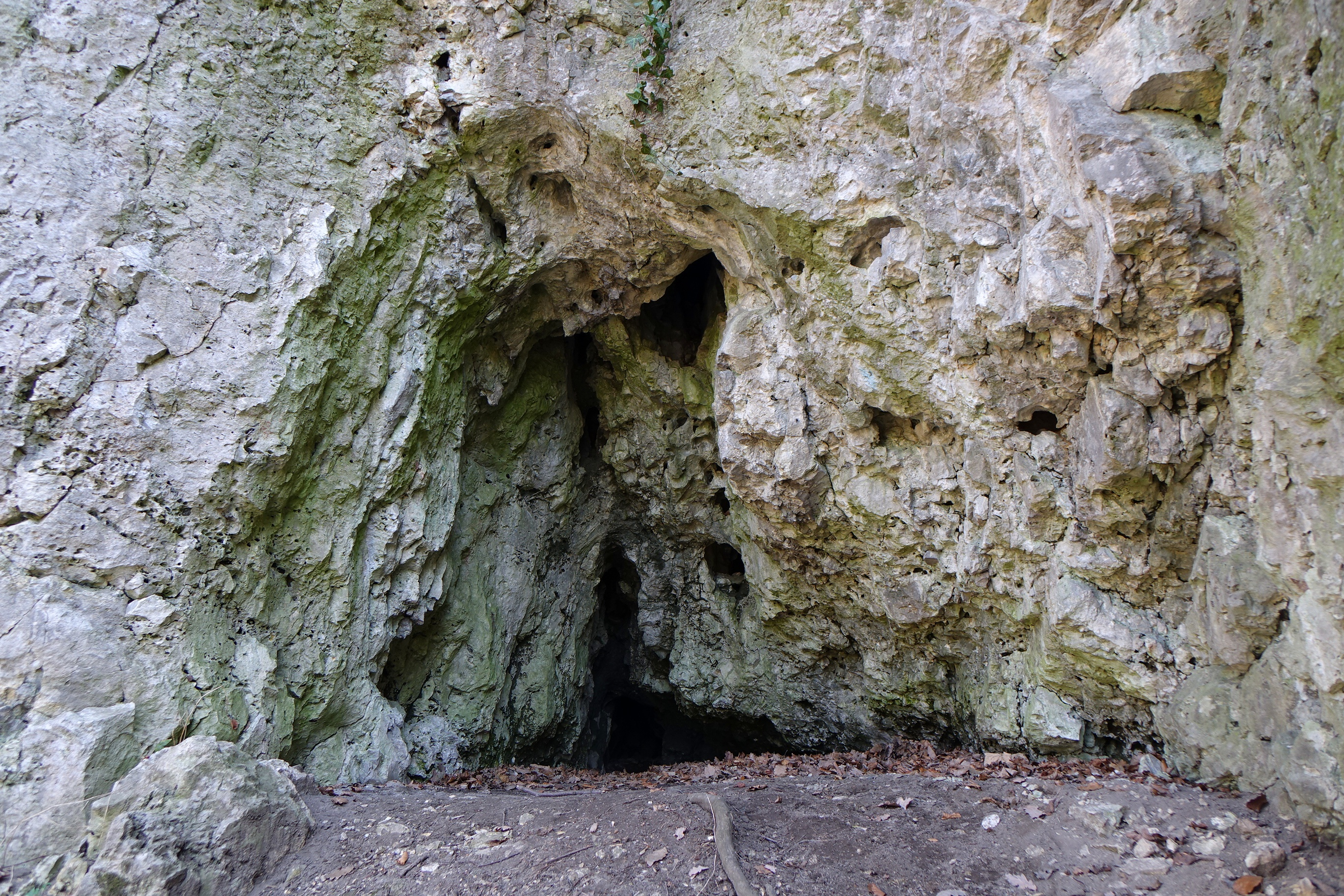
Nyża
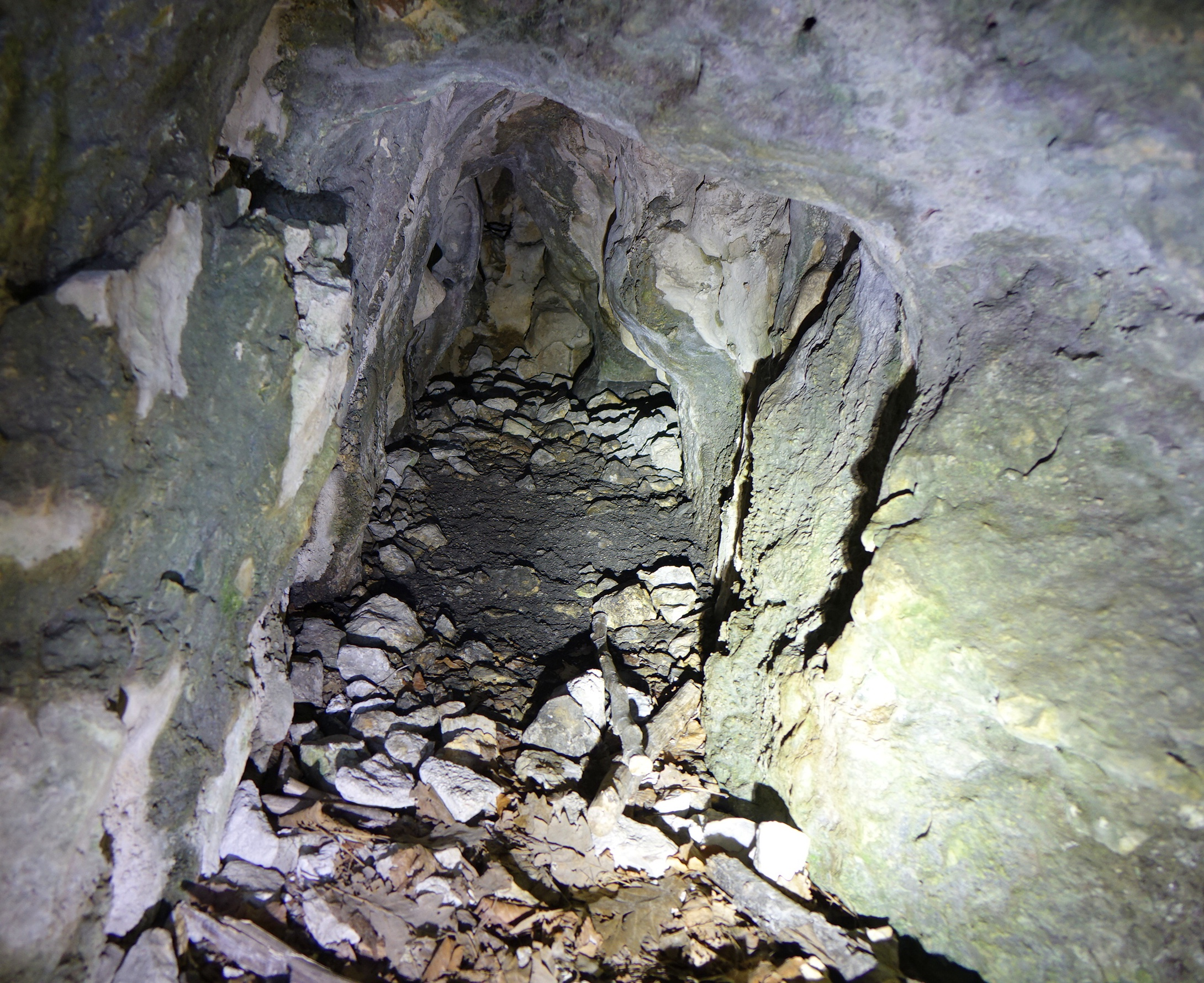
Korytarz
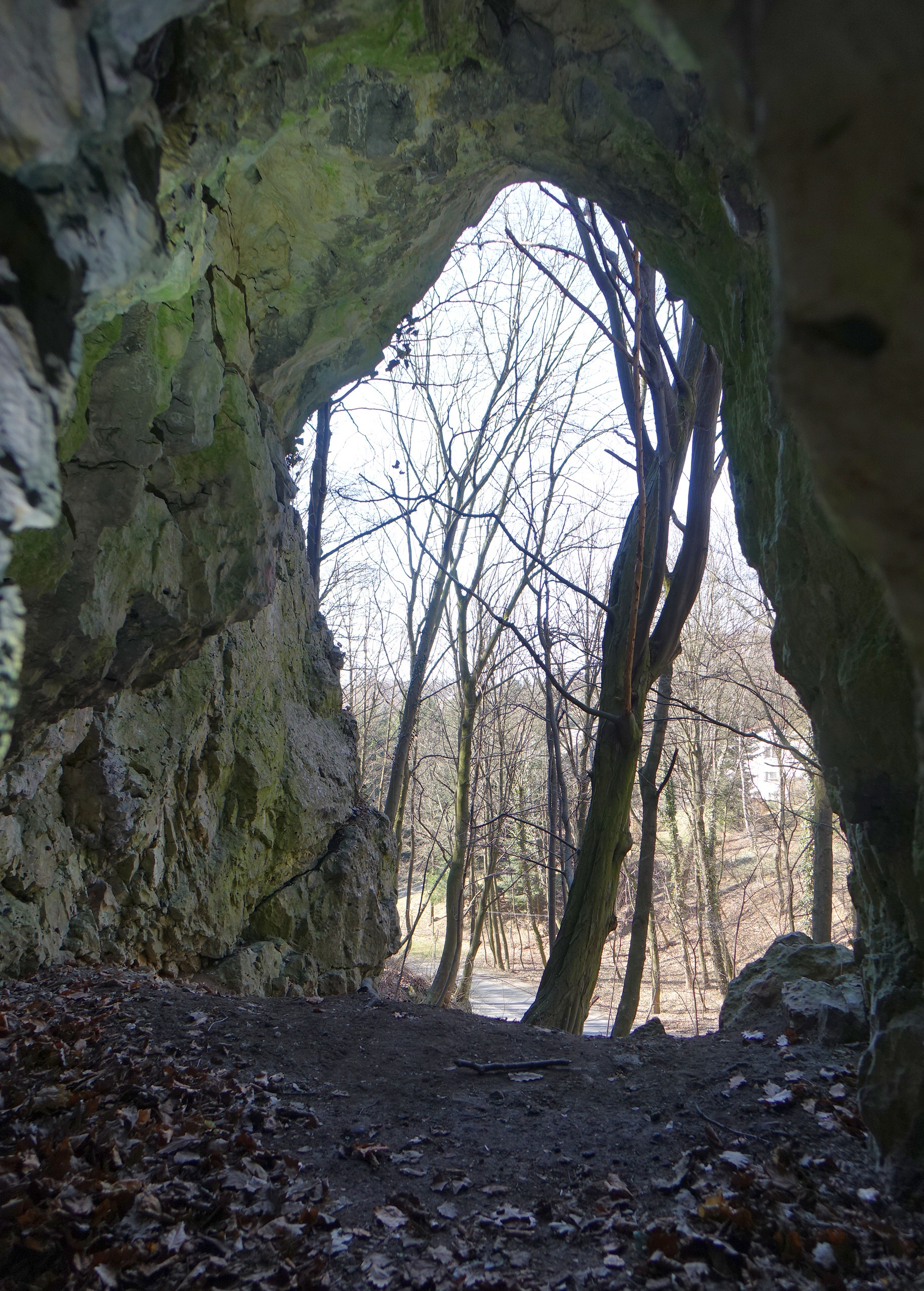
Widok z nyży